# William Daniels
William David Daniels (New York, 31 marzo 1927) è un attore statunitense.

## Biografia
Nato nel quartiere newyorkese di Brooklyn, conseguì la laurea alla Northwest University nel 1949. Nel 1951 sposò l'attrice Bonnie Bartlett, dalla quale ebbe un figlio, deceduto poco dopo la nascita, e con la quale ne adottò due. Nel 1967 interpretò il ruolo del padre di Benjamin Braddock (Dustin Hoffman) nel film Il laureato di Mike Nichols. Nello stesso periodo si affermò anche sul piccolo schermo quale protagonista della serie Capitan Nice, in cui interpretò il ruolo di Carter Nash.
Negli Stati Uniti è noto principalmente per aver dato la voce a KITT, l'automobile futuristica presente nella serie TV Supercar. Inoltre ha partecipato a Crescere, che fatica!, una serie televisiva per ragazzi prodotta dalla Disney, e ha interpretato il Dottor Mark Craig nel telefilm St. Elsewhere, ruolo che gli ha permesso di ottenere due Emmy Award. 
Dal 1999 al 2001 venne nominato a presiedere uno dei più importanti sindacati statunitensi per attori, lo Screen Actors Guild.

## Filmografia parziale

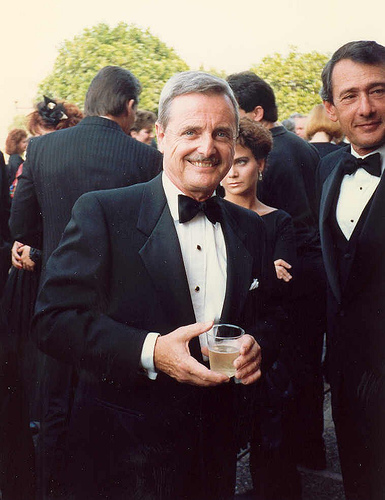
William Daniels ai Premi Emmy 1987

### Cinema
- Ladybug Ladybug, regia di Frank Perry (1963)
- L'incredibile Murray - L'uomo che disse no (A Thousand Clowns), regia di Fred Coe (1965)
- Due per la strada (Two for the Road), regia di Stanley Donen (1967)
- La folle impresa del dottor Schaefer (The President's Analyst), regia di Theodore J. Flicker (1967)
- Il laureato (The Graduate), regia di Mike Nichols (1967)
- L'investigatore Marlowe (Marlowe), regia di Paul Bogart (1969)
- 1776, regia di Peter H. Hunt (1972)
- Perché un assassinio (The Parallax View), regia di Alan J. Pakula (1974)
- Bentornato Dio! (Oh, God!), regia di Carl Reiner (1977)
- Un tipo straordinario (The One and Only), regia di Carl Reiner (1978)
- Sunburn - Bruciata dal sole (Sunburn), regia di Richard C. Sarafian (1979)
- Laguna blu (The Blue Lagoon), regia di Randal Kleiser (1980)
- Reds, regia di Warren Beatty (1981)
- Appuntamento al buio (Blind Date), regia di Blake Edwards (1987)
- Alibi seducente (Her Alibi), regia di Bruce Beresford (1989)
- Blades of Glory - Due pattini per la gloria (Blades of Glory), regia di Will Speck e Josh Gordon (2007)

### Televisione
- Assistente sociale (East Side/West Side) – serie TV, episodio 1x05 (1963)
- The Nurses – serie TV, episodi 1x31-3x17 (1963-1965)
- Capitan Nice (Captain Nice) – serie TV, 15 episodi (1967)
- The Adams Chronicles – miniserie TV (1976)
- Agenzia Rockford (The Rockford Files) – serie TV, 2 episodi (1976)
- Quincy (Quincy, M.E.) – serie TV, 3 episodi (1976-1980)
- L'incredibile Hulk (The Incredible Hulk) – serie TV, episodio 1x02 (1977)
- Bolle di sapone (Soap) – serie TV, 1 episodio (1978)
- Galactica 1980 – serie TV, 2 episodi (1980)
- Freebie e Bean (Freebie and the Bean) – serie TV, 4 episodi (1980-1981)
- Supercar (Knight Rider) – serie TV, 84 episodi (1982-1986)
- A cuore aperto (St. Elsewhere) – serie TV, 137 episodi (1982-1988)
- La piccola fiammiferaia (The Little Match Girl), regia di Michael Lindsay-Hogg – film TV (1987)
- Crescere, che fatica! (Boy Meets World) – serie TV, 158 episodi (1993-2000)
- I Simpson (The Simpsons) – serie animata, 2 episodi (1998, 2004) – voce
- Scrubs - Medici ai primi ferri (Scrubs) – serie TV, 1 episodio (2001)
- The King of Queens – serie TV, 1 episodio (2004)
- Kim Possible – serie animata, 1 episodio (2004) – voce
- Le tenebrose avventure di Billy e Mandy (The Grim Adventures of Billy & Mandy) – serie animata, 1 episodio (2005) – voce
- The Closer – serie TV, 2 episodi (2006)
- Grey's Anatomy – serie TV, 5 episodi (2012)
- Girl Meets World – serie TV, 5 episodi (2014-2017)

## Doppiatori italiani
Nelle versioni in italiano delle opere in cui ha recitato, William Daniels è stato doppiato da:
- Romano Malaspina in L'incredibile Murray - L'uomo che disse no, Capitan Nice, Crescere che fatica (st. 1-5)
- Carlo Reali in Alibi seducente, Grey's Anatomy (st. 9)
- Pietro Biondi in Crescere che fatica (st. 6-7), Girl Meets World
- Gianfranco Bellini in Due per la strada
- Stefano Sibaldi in Il laureato
- Paolo Poiret in Sunburn - Bruciata dal sole
- Willy Moser in Freebie e Bean
- Sergio Di Giulio in A cuore aperto
- Rodolfo Traversa in Laguna blu
- Paolo Lombardi in Appuntamento al buio
- Mauro Bosco in Scrubs - Medici ai primi ferri
- Franco Zucca in The Closer
- Dante Biagioni in Grey's Anatomy (ep. 8x22)

Da doppiatore è sostituito da:
- Adolfo Lastretti in Supercar (st. 1)
- Massimo Venturiello in Supercar (st. 2-4)
- Gianni Bersanetti in Supercar 2000 - Indagine ad alta velocità

## Riconoscimenti
- Primetime Emmy Awards
  - 1985 – Migliore attore protagonista in una serie drammatica per A cuore aperto
  - 1986 – Migliore attore protagonista in una serie drammatica per A cuore aperto